# Tøyen Holding
Tøyen Holding è un duo musicale norvegese formatosi nel 2017. È costituito dai musicisti Fredrik Øverlie e Daniel Yalew Steinset.

## Storia del gruppo
I Tøyen Holding hanno esordito nell'industria discografica con l'album in studio eponimo (2017), contenente il brano 247, certificato oro dalla IFPI Norge per le 30 000 unità vendute. Tuttavia, soltanto col terzo disco Tøyen Holding 3 (2023) hanno ottenuto il loro primo ingresso nella VG-lista, piazzando l'LP al 15º posto.

## Formazione
- Fredrik Øverlie
- Daniel Yalew Steinset

## Discografia

### Album in studio
- 2017 – Tøyen Holding
- 2020 – Tøyen Holding 2
- 2023 – Tøyen Holding 3

### Singoli
- 2019 – Vito
- 2020 – Pause fra pausen
- 2023 – Grown Man Shit
- 2023 – Har du lyst har du lov
- 2023 – Grand cru nettverket
- 2023 – BTBCTG (con Finni Keeg)